# Турецкий поток

Основные газопроводы Восточной Европы

«Туре́цкий пото́к» (тур. TürkAkım) — газопровод из Анапского района Краснодарского края России по дну Чёрного моря в европейскую часть Турции. С осуществлением этого проекта Турция приобрела возможности торговца-посредника газом благодаря имеющимся и строящимся газопроводам, связанным с «Турецким потоком». «Турецкий поток» значительно повысит доступность газоснабжения для Южной и Юго-Восточной Европы.
Трубопровод протяжённостью около 1100 километров состоит из двух ниток общей мощностью 31,5 млрд м³ газа в год. Первая нитка предназначена для поставок газа турецким потребителям, вторая — для газоснабжения стран Южной и Юго-Восточной Европы. Запуск «Турецкого потока» состоялся 8 января 2020 года.
В 2017—2019 годах построен морской участок, при этом установлен мировой рекорд по скорости укладки морских газопроводов — 6,27 км в сутки. В 2019 году завершено строительство приёмного терминала и сухопутного участка на территории Турции. 1 января 2021 года запущен в эксплуатацию Балканский поток, представляющий собой продолжение «Турецкого потока», для Болгарии и Сербии, а 1 октября того же года начались поставки в Хорватию и Венгрию.

## Описание
Протяжённость трубопровода составила около 1100 километров, из них 910 километров — подводная часть.
Он состоит из двух ниток, суммарной мощностью 31,5 млрд м³ газа в год:
- первая нитка, мощностью 15,75 млрд м³ в год, предназначена для поставок газа турецким потребителям (и предназначена для подключения к уже имеющимся газопроводам в Турцию из Греции, но фактическое использование возможно в реверсном режиме). Первую нитку планировалось ввести в эксплуатацию в марте 2018 года[10]. Фактически к этому времени были уложены 50 % от двух ниток, но из-за изменения очередности укладки (было построено 224 км второй нитки до завершения первой), строительство первой нитки было завершено 30 апреля 2018 года[11].
- вторая нитка, мощностью 15,75 млрд м³ в год, предназначена для газоснабжения стран Южной и Юго-Восточной Европы. Ввод в эксплуатацию второй нитки произошёл в 2020 году, первые поставки в Болгарию начались 1 января 2020 года, при этом частично задействована имеющаяся инфраструктура в реверсном режиме. Затем газ поступит в Сербию (2020 год), Венгрию (2021 год) и Словакию (вторая половина 2022 года)[2].➤

Максимальная глубина на маршруте газопровода достигает 2200 м.
Строительство приёмного терминала осуществлено в европейской части Турции в районе населённого пункта Кыйыкёй. Точкой сдачи газа для турецких потребителей определён Люлебургаз.
Одним из вариантов предполагалось, что на турецко-греческой границе в местности Ипсала будет создан газовый хаб и страны Евросоюза будут самостоятельно строить инфраструктуру для приёма топлива на своей территории.
В отличие от отменённого под давлением Еврокомиссии «Южного потока», «Турецкий поток» потребует меньше вложений, так как Газпром сможет использовать в свою пользу положения Третьего энергопакета, касающиеся запрета владельцам газопроводов использовать более чем 50 % транзитных мощностей для поставок собственного газа. Так, Газпром в будущем потенциально может претендовать на 50 % мощности конкурирующего с «Турецким потоком» Трансадриатического газопровода (TAP).
Также конкурентом TAP является газопровод из Израиля.
В ноябре 2018 года в связи со строительством газопроводов в обход Украины (Ямал — Европа, Голубой поток, Северный поток, Северный поток — 2 и «Турецкий поток»), украинская Национальная комиссия по вопросам регулирования энергетики и коммунальных услуг (НКРЭКУ) одобрила проект по снижению вдвое тарифов на транзит газа по ГТС Украины.
Ввод в эксплуатацию «Турецкого потока» обернулся для стран-транзитеров российского газа убытками: Молдавия из-за потери транзита недосчитается порядка 80-90 млн долл. (хотя страна сумела получить от России скидку на газ), Украина недополучит около 450 млн долл.
Коммерческие поставки газа по трубопроводу начались 1 января 2020 года, к концу месяца «Газпром» объявил о транспортировке первого миллиарда кубометров. Около 54% из этого объема было поставлено на турецкий рынок, 46% – на турецко-болгарскую границу.

### Газоснабжение юга России
После распада СССР часть основного магистрального газопровода на юг России осталась на территории Украины. Ряд конфликтов, связанных с транзитом газа через Украину, побудил Газпром и Министерство энергетики РФ принять программу повышения надежности газоснабжения как новых экспортных газопроводов так и потребителей юга России путем отказа от транзита по Украине.
В 2006 году, чтобы обойти этот отрезок, Россия построила газопровод «Сохрановка — Октябрьская» мощностью 28 млрд кубометров в год, который соединил газопровод «Оренбург — Западная граница» (к которому подключены газопроводы из Средней Азии) и выходной газопровод из Украины на юг России.
Однако этого оказалось недостаточно и вскоре возник проект системы газопроводов для доставки на юг России газа с северных месторождений Уренгоя, получивший название Южный коридор. Первая (западная) ветка Писаревка-Анапа в 2014 году соединила газопровод Уренгой-Новопсков с югом России мимо украинской территории. Вторая (восточная) ветка Починки-Анапа должна соединить газопровод Уренгой — Помары — Ужгород с югом России.

## История

### Предпосылки проекта
Газовые конфликты между Россией и Украиной побудили Газпром и Минэнерго РФ искать альтернативные пути экспорта газа в Евросоюз. Одним из таких путей должен был стать «Южный поток» — газопровод по дну Чёрного моря в Болгарию. Впрочем, 1 декабря 2014 года президент России Владимир Путин заявил на пресс-конференции в Анкаре, что Россия отказывается от строительства «Южного потока» из-за неконструктивной позиции Евросоюза по газопроводу; энергопотоки будут перенацелены на другие регионы и проекты по сжиженному газу. «Мы считаем, что позиция Еврокомиссии была неконструктивна. По сути, не тo что Еврокомиссия помогала бы в реализации этого проекта, мы видим, что создаются препятствия к его реализации. Если Европа не хочет его реализовывать, значит, тогда он не будет реализован», — заявил Путин. Отказ от строительства «Южного потока» обусловлен тем, что разрешения на строительство не предоставила Болгария, пояснил он. Тогда же глава «Газпрома» Алексей Миллер заявил, что проект газопровода «Южный поток» закрыт и возврата к этому проекту не будет.
До 2016 года Турция закупала у России около 27—29 млрд м³ природного газа в год. Примерно половина транспортировалась через Голубой поток, другая часть — по Трансбалканскому газопроводу через Украину, Румынию и Болгарию. Ввод в строй газопровода Турецкий поток позволил уменьшить зависимость Турции и юга Евросоюза от транзита газа через территорию Украины.

### Переговоры с Турцией
2015 год
27 января 2015 года, по итогам встречи в Анкаре Алексея Миллера и министра энергетики и природных ресурсов Турции Танера Йылдыза, были рассмотрены предварительные результаты технико-экономического расчёта по новому газопроводу и принято решение о его маршруте. Планировалось, что мощность четырёх ниток газопровода составит 63 млрд м³ газа в год. Газопровод пройдёт 660 км в старом коридоре «Южного потока» и 250 км в новом коридоре в направлении европейской части Турции.
7 февраля на встрече Миллера и Йылдыза согласован маршрут прохождения «Турецкого потока» по территории Турции. Миллер и Йылдыз совершили облёт планируемой сухопутной части трассы газопровода на вертолёте. В частности, были определены:
- точка выхода трубопровода на сушу в районе населённого пункта Кыйыкёй,
- точка сдачи газа для турецких потребителей — Люлебургаз,
- точка выхода на турецко-греческую границу в местности Ипсала,
- планировалось, что длина сухопутного участка Кыйыкёй—Люлебургаз—Ипсала составит 180 км.

7 апреля в Будапеште главы МИД Греции, Сербии, Македонии, Венгрии и Турции подписали декларацию об энергетическом сотрудничестве в создании «экономически оправданного пути диверсификации маршрутов и источников» для транспортировки природного газа из Турции в страны Европы, представители пяти стран договорились о регулярных встречах и создании экспертной группы по развитию газотранспортной инфраструктуры.
Укладка газопровода на мелководье должна была начаться в первой декаде июня 2015 года. Тем не менее по состоянию на октябрь 2015 года работы не начались, так как отсутствовало межправительственное соглашение с Турцией, подписание которого было отложено до формирования в стране нового правительства.
31 июля министр энергетики России Александр Новак сообщил, что с турецкой стороной достигнута договорённость о скидке. 4 августа слова Новака подтвердил Йылдыз. По его словам, скидка составит 10,25 % и даст Турции в перспективе экономию в размере 1 млрд долларов в год. Йылдыз заверил, что никаких проблем с подписанием соглашения по первой нитке «Турецкого потока» не существует, а все задержки вызваны либо бюрократическими формальностями, либо необходимостью Турции сформировать новое правительство, которое уже и подпишет соглашение по строительству газопровода и по скидке на газ для Турции. Йылдыз отметил, что турецкие компании будут принимать участие в строительстве газопровода на территории Фракии, но не будут участвовать в строительстве подземной части газопровода.
6 октября глава Газпрома Алексей Миллер заявил, что компания не будет строить запланированные третью и четвёртую нитки «Турецкого потока». Сокращение мощности газопровода «Турецкий поток» до двух ниток общей мощностью 32 млрд кубометров в год связано, по его словам, со строительством «Северного потока — 2».
В конфликте вокруг обвинений в нарушении турецкого воздушного пространства российскими боевыми самолётами, участвующими в военной операции в Сирии, Турция пригрозила России разрывом газовых контрактов. 8 октября во время государственного визита в Японию президент Турции Реджеп Тайип Эрдоган заявил, что «Турция является главным покупателем российского газа, но если будет надо, она сможет получать его и из многих других мест. Это стало бы большой потерей для России».
Приостановление проекта
26 ноября 2015 года было объявлено, что в связи с уничтожением российского Су-24 турецкими ВВС Россия прекращает работу над рядом проектов инвестиционных и торговых соглашений с Турцией, в том числе по «Турецкому потоку».
3 декабря министр энергетики России Александр Новак заявил, что проект «Турецкий поток» приостановлен.
Возобновление проекта
26 июля 2016 заместитель председателя правительства Российской Федерации Аркадий Дворкович заявил о готовности Турции возобновить проект «Турецкий поток».
В сентябре Газпром по дипломатическим каналам получил первое разрешение в рамках подготовительных процедур по возобновлению проекта.
10 октября Москва и Анкара заключили межправительственное соглашение по строительству газопровода «Турецкий поток». Документ подписали министр энергетики России Александр Новак и его турецкий коллега Берат Албайрак в присутствии президентов двух стран В. Путина и Р. Эрдогана.
2 декабря парламент Турции ратифицировал соглашение с Россией о строительстве газопровода «Турецкий поток» (за ратификацию документа проголосовали 210 депутатов, семь выступили против и шесть воздержались).
6 декабря президент Турции Р. Эрдоган подписал закон о ратификации этого соглашения с Россией.
8 декабря «Газпром» заключил контракт со швейцарской компанией Allseas на строительство первой морской нитки газопровода.
20 января 2017 года Государственная дума РФ приняла закон о ратификации соглашения между Россией и Турцией по «Турецкому потоку».
1 февраля Совет Федерации ратифицировал соглашение между правительствами России и Турции о проекте газопровода «Турецкий поток».
7 февраля Президент России В. Путин подписал закон о ратификации соглашения с Турцией по газопроводу.
21 февраля было принято решение о строительстве второй нитки газопровода (для потребителей в Евросоюзе).
В октябре Анкара выдала «Газпрому» положительное экологическое заключение на прибрежный участок «Турецкого потока».
В январе 2018 года Турция выдала разрешение на строительство второй нитки морского участка газопровода в
исключительной экономической зоне и территориальных водах. Таким образом, все необходимые разрешения со стороны турецкого правительства для морской укладки газопровода были получены.
26 мая 2018 года «Газпром» подписал соглашения с правительством Турции и компанией Botas о сухопутном участке второй нитки «Турецкого потока», где определены основные условия и параметры строительства этого участка трубопровода. Строительством будет заниматься совместное предприятие TurkAkim Gaz Tasima A. S. («Газпрому» и «Botas» принадлежит по 50 %), никаких дополнительных разрешений от национальных регуляторов на строительство транзитной нитки «Турецкого потока» не потребуется.

### Хронология строительства
2017
7 мая было начато строительство морского участка газопровода.
23 июня осуществлена стыковка мелководной и глубоководной части трубопровода и начата укладка глубоководного участка газопровода; президент Владимир Путин посетил трубоукладочное судно Pioneering Spirit и дал старт глубоководной укладке газопровода.
По состоянию на 31 августа было уложено 220 км.
29 сентября была завершена укладка первой нитки до границы с экономической зоной Турции, протяженность составила 300 км.
После чего продолжили работы в экономической зоне России за счет укладки второй нитки. К середине октября на морском участке газопровода уложено 373 км, на 29 ноября — 555 км (30 %), при этом с 4 ноября работы велись в исключительной экономической зоне Турции.
2018
По состоянию на 4 января проложено 38 % (700 км) морской части трубопровода.

17 января оператор проекта — компания South Stream Transport B.V. — приступила к строительству на турецком побережье приёмного терминала (голландская дочка «Газпрома»,  лишена лицензии на деятельность в Голландии в сентябре 2022 года).
28 января завершено строительство 530-километрового отрезка (практически половина) первой нитки. Кроме того, уложен 224-километровый отрезок морского участка второй нитки трубопровода на территории исключительной экономической зоны России.
20 февраля суммарно по двум ниткам уложено 884 км трубопровода, или 48 % морского участка. Первая нитка прошла 660-й километр, точку рядом с границей исключительной экономической зоны Болгарии.
В марте «Газпром» сделал открытый запрос предложений на разработку документации по ликвидации и консервации объектов незавершенного строительства Восточной ветки Южного коридора.
По состоянию на 1 марта проложено более 910 километров морского участка газопровода «Турецкий поток», что составляет 49 % его общей протяженности.
По состоянию на 21 марта уложен 991 км — 53 % от общей протяженности морского участка по двум ниткам.
30 апреля завершена глубоководная укладка морской части первой нитки Турецкого потока.
27 мая 2018 года «Газпром» и правительство Турции подписали соглашение по сухопутному участку второй нитки газопровода «Турецкий поток» для поставок газа в Европейский союз.
26 июня судно-трубоукладчик Pioneering Spirit возобновило укладку второй нитки газопровода от границ исключительной экономической зоны России.
22 июля началась прокладка соединительной ветки газопровода от посёлка Кыйыкёй в прибрежной части Турции к основной трубе.
26 августа при укладке второй нитки судном Pioneering Spirit был достигнут новый мировой рекорд по морской укладке газопроводов — 6,27 км в сутки.
30 августа по обеим ниткам уложено 1,5 тысячи километров, или около 80 % от совокупной протяжённости трубопровода.
26 октября суммарно по обеим ниткам было уложено 1775 км труб (95 % от общей протяженности морского участка). Завершено сооружение объектов берегового примыкания в России в районе г. Анапы и велись пусконаладочные работы. В Турции вблизи поселка Кыйыкей продолжалось строительство приёмного терминала.
19 ноября в Стамбуле прошла церемония завершения строительства морского участка газопровода «Турецкий поток». В ней приняли участие президент России В. Путин и президент Турции Р. Эрдоган. Полное завершение строительства газопровода «Турецкий поток» по плану должно произойти в декабре 2019 года.
2019
19 марта был сварен завершающий стык, соединяющий морскую и прибрежную секции «Турецкого потока» в Турции. Завершающий стык символизирует завершение всего комплекса работ по созданию газопроводной системы в Чёрном море. Осуществлено физическое соединение участка берегового примыкания в России у Анапы с приёмным терминалом у населённого пункта Кыйыкей в турецком регионе Фракия. Компрессорная станция «Русская», которая обеспечит необходимое давление для транспортировки газа по Чёрному морю, а также участок берегового примыкания в России полностью готовы к началу к эксплуатации. После завершения работ по строительству приёмного терминала в Кыйыкей газопровод «Турецкий поток» будет готов к эксплуатации.
14 августа 2019 подрядчик объявил о 95%-й готовности приёмного терминала, подтвердив планы ввода всего газопровода в строй уже в 2019 году.
18 октября 2019 началось заполнение газом первой из двух ниток морского участка газопровода, это последний этап испытаний перед вводом его в эксплуатацию.
Заполнение второй нитки природным газом начнётся после того, как будет закончено заполнение первой нитки.
19 ноября 2019 обе нитки газопровода «Турецкий поток» заполнены газом.
Строительные работы на приёмном терминале в Турции находятся в завершающей стадии. Оператор турецкой газотранспортной сети BOTAŞ параллельно выполняет комплекс мероприятий по строительству первого сухопутного участка, чтобы соединить «Турецкий поток» и газотранспортную сеть Турции. Совместное предприятие ПАО «Газпром» и BOTAŞ в настоящий момент реализует второй, транзитный, сухопутный участок для подачи газа в европейские страны.
30 ноября 2019 года Турция сделала «золотой» сварной шов, который соединил «Турецкий поток» с газопроводом «Балканский поток».
30 декабря 2019 года было заключено соглашение между «Газпром экспорт» и «Булгаргаз», поставку российского природного газа вместо Румынии (Негру-Водэ) через «Турецкий поток» (через Странджу). Смена точки доставки была произведена 1 января 2020 года, что позволит Софии сэкономить более 40 млн €. Кроме того, Болгария заявила о готовности к транспортировке российского газа в Северную Македонию и Грецию.
2020
8 января 2020 года президенты России Владимир Путин и Турции Тайип Эрдоган официально открыли газопровод «Турецкий поток». Церемония состоялась в Стамбуле. В ней также приняли участие президент Сербии Александр Вучич и премьер-министр Болгарии Бойко Борисов.

### Дальнейшее развитие и эксплуатация проекта
В декабре 2020 года директор «Сербиягаз» Душан Баятович сообщил, что в Сербию стал поступать газ из «Турецкого потока». Таким образом заработал маршрут транспортировки газа Россия — Турция — Болгария — Сербия. В дальнейшем планируется довести инфраструктуру поставки газа из «Турецкого потока» до Венгрии и Словакии. 4 июля 2021 года соединительный участок между Сербией и Венгрией был построен.
В сентябре 2021 года «Газпром» заключил контракт о поставках газа в Венгрию в обход Украины. По нему Венгрия в течение следующих 15 лет должна получать из России 4,5 миллиарда кубометров газа в год через «Турецкий поток» и газотранспортные системы Юго-Восточной Европы: 3,5 миллиарда через Сербию и миллиард — через Австрию. Это вызвало недовольство украинских властей. Поставки газа в Венгрию начались в октябре 2021 года.

#### Эксплуатация «Турецкого потока»
В 2021 году из-за высокого спроса в Турции и подключения Румынии и Венгрии газопровод используется уже более чем на 80 %.
1 декабря 2021 «Газпром» поставил по «Турецкому потоку» рекордные объемы газа — 45,5 млн кубометров, такой поток зафиксировали на границе Турции и Болгарии, откуда российский газ начинает поступать в Европу. 10,5 млн кубометров получила Болгария, 9,6 млн — Греция, 8,9 млн — Сербия, 8,5 млн — Румыния, 6,3 млн — Венгрия (в том числе через Румынию) и 1,7 млн — Северная Македония.
Поставленные 1 декабря объемы более чем на 2 млн кубометров превышают проектную мощность европейской нитки «Турецкого потока».
2022
10 октября президент Российской Федерации Владимир Путин заявил о предотвращенном теракте на одном из участков «Турецкого потока». По мнению президента, за попытками подрыва стоят Украинские спецслужбы. Свое заявление политик сделал на заседании Совета безопасности, оправдывая таким образом обстрелы городов Украины. 22 сентября ФСБ сообщало о задержании россиянина, которого завербовала СБУ. Согласно версии ведомства, задержанный планировал подрыв на газопроводе, через который топливо поставляется в Турцию и Европу.
13 октября Кремль сообщил об аресте нескольких человек на территории России во время их неудавшейся атаки на газопровод «Турецкий поток».  Россия заявила, что усиливает безопасность «Турецкого потока», на фоне террористической атаки на газопроводы «Северный поток» в Балтийском море и утечки нефти на трубопроводе «Дружба» в Польше.

## Продолжение газопровода
Имеются три варианта поставок российского газа в страны Южной и Юго-Восточной Европы:
- основной вариант — «Балканский поток» через Болгарию — Сербию — Венгрию с выходом на газораспределительный центр в австрийском Баумгартене. 18 сентября 2019 года в Болгарии началось строительство газопровода «Балканский поток» с российским участием[90]. 25 декабря 2019 года Gastrans, совместное предприятие (СП) сербской государственной компании «Сербиягаз» и российского «Газпрома», завершило укладку 403 километров сербского участка газопровода от границы Сербии с Болгарией до границы с Венгрией[91].
- второй вариант — это перспективный газопровод «Посейдон» из Греции в Италию мощностью 8 млрд м³ газа в год;
- третий — это использование Трансадриатического газопровода после его достройки. Это возможно в рамках третьего энергопакета, предусматривающего допуск третьих лиц для его использования. Первоначальная мощность составляет 10 млрд м³ газа в год.

## Партнёры
В 2017 году итальянская нефтегазовая компания Eni подключилась к проекту «Турецкий поток», намереваясь получить прямой доступ к поставкам российского газа для юга страны через свой будущий газопровод «Посейдон» из Турции через Грецию, а север, в свою очередь, подключить к «Северному потоку — 2» через хаб у города Баумгартен.
В конце января 2019 года оператор газотранспортной системы Болгарии «Булгартрансгаз» официально объявил, что потратит около $1,6 млрд на расширение газопроводов для подачи российского газа по «Турецкому потоку» из Турции в Сербию. Это вполне вписывается в ту конструкцию, которую Владимир Путин обсуждал на переговорах с президентом Сербии А. Вучичем в январе 2019 года в Белграде. Последний выразил тогда заинтересованность Сербии присоединиться к проекту «Турецкий поток». Россия готова вложить в проект продления газопровода до Сербии 1,4 млрд долларов. Путин также отметил, что речь может идти и о реализации проектов продолжения «Турецкого потока» в европейские страны, в том числе — благодаря развитию транзитной инфраструктуры на территории Сербии. В марте 2019 года правительство Сербии дало согласие на строительство участка газопровода «Турецкий поток» по своей территории — от Болгарии до Венгрии. Начало строительства участка планировалось в апреле 2019 года.

## Критика
В 2018 году в майском отчёте Sberbank CIB о российских нефтегазовых компаниях аналитики Александр Фэк и Анна Котельникова пришли к выводу, что «Турецкий поток» обойдётся Газпрому в 21 млрд долл. США и не окупится даже за 50 лет. Основными бенефициарами проекта они называют подрядчиков «Газпрома» по строительству экспортных газопроводов «Стройгазмонтаж» Аркадия Ротенберга и «Стройтранснефтегаз» (около 50 % принадлежит Геннадию Тимченко и его семье). После появления данного отчёта из компании были уволены Александр Фэк и начальник аналитического подразделения Александр Кудрин.